# AK-630
AK-630は、ソビエト連邦の艦載機関砲システム。30mm口径・6砲身のガトリング砲を使用した全自動システムであり、密閉された自動操作の砲座に搭載され、レーダーや光学式指揮装置により管制される。このシステムの主要目的は、対艦ミサイルなどの精密誘導兵器に対する対空防御にあるが、航空機や艦艇などの水上目標、沿岸の目標への攻撃および浮遊機雷の処分にも用いることが可能である。
AK-630は、最も初期に開発されたCIWS システムと言える。当時はまだファランクスやゴールキーパーなどは実用化されていなかった。
実用化後に急速に搭載艦艇が増加し、掃海艇から航空母艦に至るまでソ連海軍艦艇に幅広くかつ数多く搭載された。
現在もロシア海軍を中心に多くの艦艇に搭載されている。

## 概要
AK-630は、弾倉が甲板下にあり、レーダーなど管制用装置が別に配置されていることから、非常にコンパクトな外形となっている。
AK-630機関砲、MR-123-02火器管制レーダー、およびSP-521光学式追尾装置から成る兵器システムは A-213 ヴィンペル-A（A-213 Vympel-A）と呼ばれる。

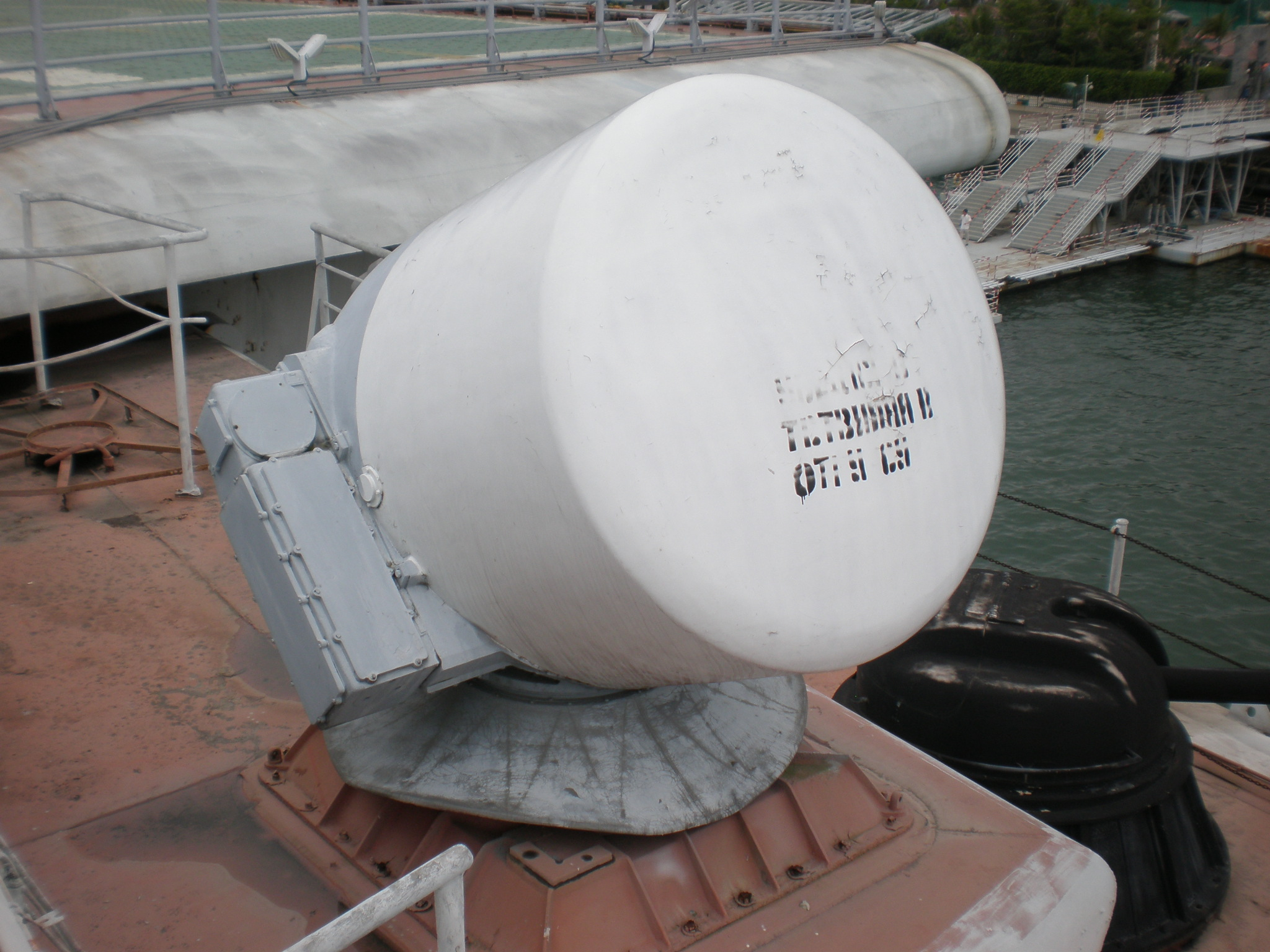
MR-123 ヴィンペル射撃指揮装置

MR-123とSP-521を含む射撃指揮装置は、1基につき最大で8基の機関砲を管制することが可能と言われる。通常、大型艦では指揮装置1基と機関砲2基、小型艦では指揮装置1基と機関砲1基の組み合わせで運用される。
MR-123レーダーは、対空目標で4キロ、対水上目標で5キロの距離から探知追尾が可能である。
SP-521光学式追尾装置は、MiG-21相当の航空機なら7キロ、魚雷艇相当の水上目標なら70キロから捕捉可能である。この装置はレーザー照準器、および光学式照準器から構成され、監視および追跡モードを持ち、電波妨害に対する高い抵抗力がある。
砲座は完全に自動化されているが、オペレーターが管制用機器ないし砲座より離れて取り付けられた照準器により手動で制御することも可能である。AK-630は、ブロック1以前のファランクスやゴールキーパーより高い射撃速度を誇る。多くの場合2基1組で取り付けられ、有効な個艦防空システムとなっている。 しかし、他のガトリング機関砲ベースのCIWS同様、即応性と、複数目標への対応が課題となっている。
|                | AK-630                                    | ファランクス                          | ゴールキーパー                         | 730型                            |
| -------------- | ----------------------------------------- | ------------------------------------- | -------------------------------------- | -------------------------------- |
| 画像           |                                           |                                       |                                        |                                  |
| 重量           | 9,114 kg (20,093 lb)                      | 6,200 kg (13,700 lb)                  | 9,902 kg (21,830 lb)                   | 9,800 kg (21,600 lb)?            |
| 武装           | GSh-6-30 30 mm (1.2 in) 6砲身ガトリング砲 | M61 20 mm (0.79 in) 6砲身ガトリング砲 | GAU-8 30 mm (1.2 in) 7砲身ガトリング砲 | 30 mm (1.2 in) 7砲身ガトリング砲 |
| 発射数         | 毎分5,000発                               | 毎分4,500発                           | 毎分4,200発                            | 毎分5,800発                      |
| 射程           | 4,000 m (13,000 ft)                       | 1,490 m (4,890 ft)                    | 2,000 m (6,600 ft)                     | 3,000 m (9,800 ft)               |
| 携行弾数       | 2,000発                                   | 1,550発                               | 1,190発                                | 1,000発                          |
| 弾丸初速       | 毎秒900 m (3,000 ft)                      | 毎秒1,100 m (3,600 ft)                | 毎秒1,109 m (3,638 ft)                 | 毎秒1,100 m (3,600 ft)           |
| 垂直軸射撃範囲 | +88°～-12°                                | +85°～-25°                            | +85°～-25°                             | +85°～-25°                       |
| 水平軸射撃範囲 | 360°                                      | +150°～-150°                          | 360°                                   | 360°                             |

## 改良型
AK-630は、幾つかの改良型および派生型があり、しばしばCADS-N-1 カシュタンシステムも含まれる場合がある。

### AK-630
AK-630は、1963年に設計が開始され、1964年には最初の試作品が完成した。
レーダーも含めた全体の管制システムは、実艦への搭載および運用が開始された後の1976年頃まで運用試験が続けられた。

### AK-630M
初期のAK-630が配備・運用されていくにつれ、システム開発中及び運用試験では判らなかった多数の問題が明らかになった。これらの問題を修正した新しいシステムはAK-630Mと命名され、1979年に運用が開始された。

### AK-306
AK-630Mの派生型は小型艦艇用に開発され、このシステムはAK-306と命名された。
AK-306とAK-630の間には外観上の違いは無いが、AK-306（A-219）は電気駆動へと変更された。 また、この派生型はレーダー制御を欠き、光学式装置に管制されるだけであり、その結果、全体のシステム名称は「A-213-ヴィンペル-A（A-213-Vympel-A）」から「A-219」へと変更された。
1974年に設計が開始され、1980年に運用を開始した。 1986年までに125基が生産され、運用された。

### AK-630M1-2
1983年に、縦に2本の銃身を束ねたAK-630改良型を設計することが決定された。 AK-630M1-2 ロイ（Roy）は、既存のAK-630が搭載されている砲座を換装できるように、同程度の寸法と重量にまとめられた。
本格的に導入が進められると思われたが、AK-630M1-2 ロイは、後にカシュタンとも呼ばれているミサイルと砲の複合対空システム3M87 コールチクの開発・生産が優先されたために生産されなかった。
AK-630M1-2 ロイは、マトカ型ミサイル艇「R-44」への搭載に留まった。
2007年7月のIMDS-2007において、AK-630M1-2の近代化タイプがOAO AK Tulamashzavodにより出展、「AK-630M-2 デュエット（ロシア語: Дуэт、Duet）」という新しい名称を付され展示された。「デュエット」の「ロイ」との外観上の相違点は、ステルス性を考慮した新しいレーダー反射面積の低い形状にある。

### 中国製AK-630
中国で生産されているAK-630には、独自に開発されたレーダー反射率の低減を図ったステルスシールドが採用されており、江凱型フリゲートや紅稗型ミサイル艇、071型揚陸艦に搭載されている。紅稗型ミサイル艇には、管制レーダーに中国独自のHEOS-300が用いられている。
中国人民解放軍海軍では、中国で独自に開発された730型CIWSも運用しているが、AK-630の4倍という高コストのため、AK-630も併用している。

## 運用国及び機関
現在運用中および過去に運用した国および機関の一覧
- ソビエト連邦海軍
 ロシア海軍
- ロシア国境軍
- カザフスタン海軍[3]
- ウクライナ海軍
- ブルガリア海軍
- ポーランド海軍
- ルーマニア海軍
- ギリシャ海軍
- スロベニア海軍
- リトアニア海軍
- クロアチア海軍
- ユーゴスラビア人民海軍
- 人民海軍
- インド海軍
- 中国人民解放軍海軍
- 朝鮮人民軍海軍
- 大韓民国海軍
- イエメン海軍
- アルジェリア海軍
- キューバ海軍

## 要目
- 銃身：AO-18 6砲身30mm ガトリング機関砲
- 銃身長：54口径[1]
- 重量（本体のみ/砲弾および管制システムを含む）
  - AK-630/630M：1,850kg（本体のみ）[1], 1,918kg（砲弾含む）, 9,114kg（砲弾および管制システムを含む）
  - AK-630M1-2：2,500kg（本体のみ）, 11,819kg（砲弾および管制システムを含む）
  - AK-306：1,100kg（本体のみ）[1], 1,630kg（砲弾および管制システムを含む）
- 仰俯角範囲および速度：-12度から+85度、50度/秒[1]
- 旋回範囲および速度：±180度、70度/秒[1]
- 初速：約900m/秒[1]
- 発射速度
  - AK-630/630M：5,000発/分[1]
  - AK-306：1,000発/分[1]
- 弾薬：HE-FRAG, FRAG
- 弾薬搭載量（1層下の弾薬庫に搭載）
  - AK-630/630M：2,000発
  - AK-630M1-2：4,000発
  - AK-306：500発
- 射程：HE-FRAG（0.54kg）shell, 4,000m
- 捜索・追尾システム：A-213-Vympel-A, レーダー、レーザーおよび光学式管制システム